# Ayelén Almirón
Ayelén Almirón (Buenos Aires, Argentina, 7 de febrero de 2004) es una jugadora de futsal argentina. Actualmente se desempeña como ala en el Club Atlético San Lorenzo de Almagro con el que disputa el torneo de Futsal Femenino de la AFA. También es integrante de la Selección Argentina de Futsal Femenino sub-20.

## Clubes
| Club        | País      | Año         |
| ----------- | --------- | ----------- |
| Camioneros  | Argentina | 2018 - 2022 |
| San Lorenzo | Argentina | 2023 - 2024 |

## Palmarés

### Títulos nacionales de Futsal AFA - Inferiores
| Título                         | Club        | País      | Año  |
| ------------------------------ | ----------- | --------- | ---- |
| Torneo 2023 (Tercera División) | San Lorenzo | Argentina | 2023 |
| Copa Futuro de Inferiores      | San Lorenzo | Argentina | 2023 |

### Títulos nacionales de Futsal AFA
| Título           | Club        | País      | Año  |
| ---------------- | ----------- | --------- | ---- |
| Copa de Oro 2024 | San Lorenzo | Argentina | 2024 |

### Podios Internacionales de Futsal
| Título                 | Club        | País     | Año  |
| ---------------------- | ----------- | -------- | ---- |
| Copa Libertadores 2023 | San Lorenzo | Paraguay | 2023 |